# SN 2000Q
SN 2000Q – supernowa typu Ia odkryta 12 marca 2000 roku w galaktyce A160511+6939. W momencie odkrycia miała maksymalną jasność 17,80m.